# Диоцез Хоккайдо

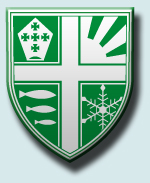
Герб Диоцеза Хоккайдо

Диоцез Хоккайдо - один из одиннадцати диоцезов Англиканской Церкви в Японии. Нынешним епископом Диоцеза является епископ Натаниель Макото Уэмацу.

## История
Англиканская евангелизация острова Хоккайдо началась с деятельности Общества Британской Церковной Миссии (the British Church Mission Society или CMS), а именно с деятельности преподобного Вальтера Денинга (the Rev. Walter Dening), который высадился в Хакодате 16 мая 1874 года. Первым крестившимся стал студент-первокурсник сельскохозяйственной школы города Саппоро Ито Казутака (伊藤一隆).
Это произошло через три года после отмены в Японии запрета на Христианство. Однако активность англиканских миссионеров отмечалась ещё до снятия запрета в 1871 году.
Через миссионерскую деятельность среди народа айнов и японских поселенцев (создание системы школ, медицинского обслуживания и т.д.) англиканская церковь распространилась по всему острову. Первая церковь была построена в Саппоро о. Джоном Батчелором, проповедовавшим среди айнов в 1892 году.
К концу Второй мировой войны уже существовала приходская церковь на Сахалине.
На сегодняшний день в юрисдикции Диоцеза находятся 24 церкви, 5 детских садов, 4 здания для яслей и ряд прочих заведений, служащих для блага верующих.